# Bussola (costellazione)
La Bussola (in latino Pyxis, parola che significa "scatola", "cofanetto") è una costellazione meridionale minore, introdotta da Nicolas Louis de Lacaille con il nome Pyxis Nautica. A volte viene considerata la bussola della Nave Argo, anche se gli antichi greci certo non usavano bussole nella navigazione; sembra che però le sue deboli stelle venissero considerate in antichità come l'albero maestro della nave.

## Caratteristiche

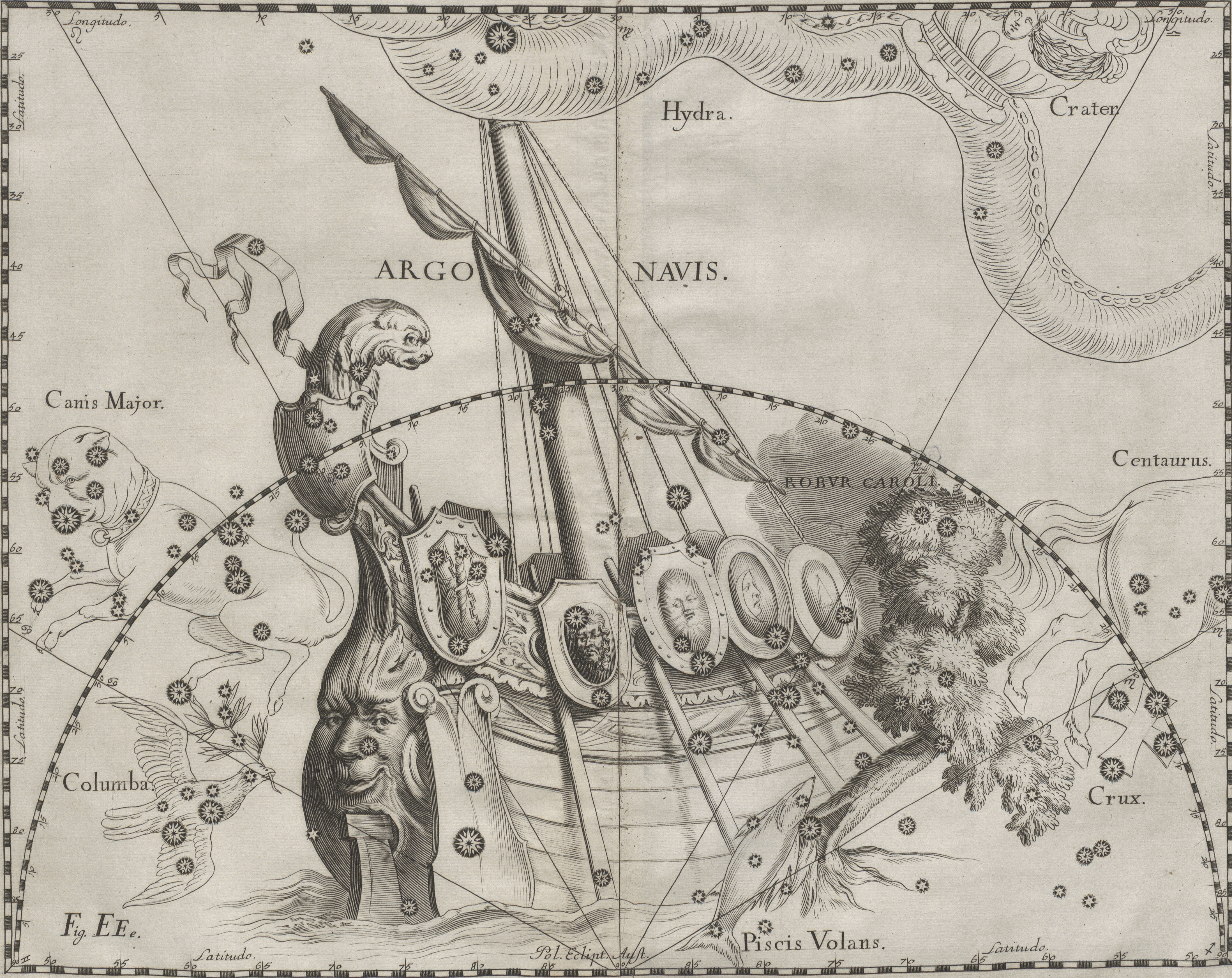
Illustrazione della Nave Argo ad opera di Johann Hevelius.

La Bussola è una piccola e oscura costellazione situata ai margini della scia luminosa della Via Lattea, ad est della Poppa e a nord delle Vele; occupa una regione di cielo particolarmente povera di stelle appariscenti, mentre lo sfondo è ricco di astri a partire dalla settima grandezza, specie sul lato sudoccidentale. La figura della costellazione è delineata da tre stelle di terza e quarta magnitudine, allineate in senso nord-sud; si tratta di tre astri intrinsecamente molto luminosi, ma la loro grande distanza ne fa diminuire la luminosità. Oltre a queste vi sono alcune stelle di quinta grandezza. Si tratta della parte più piccola in cui è stata suddivisa l'antica costellazione della Nave Argo, e in particolare la sua nomenclatura di Bayer è del tutto autonoma, a differenza delle altre tre costellazioni facenti una volta parte della nave.
Il periodo più propizio per la sua osservazione nel cielo serale è compreso fra i mesi di gennaio e maggio; dall'emisfero nord la sua individuazione è resa difficoltosa dalla sua declinazione moderatamente australe, mentre dall'emisfero sud è più facilmente rintracciabile. In entrambi i casi è necessario comunque un cielo buio e non inquinato, possibilmente senza Luna.

### Stelle principali
- α Pyxidis, nota talvolta come Al Sumut, è una gigante azzurra di magnitudine 3,68, distante 845 anni luce.
- β Pyxidis è una gigante gialla di magnitudine 3,97, distante 388 anni luce.
- γ Pyxidis è una gigante arancione di magnitudine 4,02, distante 209 anni luce.

### Stelle doppie
La costellazione contiene alcune stelle doppie piuttosto ampie.
- La α Pyxidis possiede una compagna di ottava magnitudine, ben risolvibile anche con un binocolo grazie alla loro separazione di oltre 1,5 primi d'arco; in realtà non si tratta di un sistema fisico, ma solo prospettico.
- La ζ Pyxidis è una stella gialla di quinta magnitudine che presenta una compagna di decima grandezza; sebbene la loro separazione sia di quasi 1 primo d'arco, la bassa luminosità della componente secondaria fa sì che essa sia osservabile solo con un telescopio amatoriale.

| Principali stelle doppie |                                          |                                          |             |             |                                 |         |
| Nome                     | Coordinate equatoriali all'epoca J2000.0 | Coordinate equatoriali all'epoca J2000.0 | Magnitudine | Magnitudine | Separazione (in secondi d'arco) | Colore  |
| Nome                     | AR                                       | Dec                                      | A           | B           | Separazione (in secondi d'arco) | Colore  |
| ζ Pyxidis                | 08h 39m 43s                              | -29° 33′ 39″                             | 5,51        | 10,0        | 52,3                            | g + g   |
| α Pyxidis                | 08h 43m 36s                              | -33° 11′ 11″                             | 3,68        | 8,05        | 98                              | azz + g |
| HD 77737                 | 09h 03m 16s                              | -33° 36′ 02″                             | 7,15        | 8,16        | 13,7                            | b + b   |
| ε Pyxidis                | 09h 09m 57s                              | -30° 21′ 55″                             | 5,56        | 9,25        | 17,8                            | b + b   |

### Stelle variabili
Le stelle variabili della Bussola sono in genere poco appariscenti, con l'eccezione di alcune variabili a eclisse, come TY Pyxidis e VV Pyxidis, entrambe oscillanti fra la sesta e la settima magnitudine e visibili con facilità anche con un piccolo binocolo, sia nelle fasi di massimo che in quelle di minimo.
| Principali stelle variabili |                                          |                                          |             |             |                  |                                   |
| Nome                        | Coordinate equatoriali all'epoca J2000.0 | Coordinate equatoriali all'epoca J2000.0 | Magnitudine | Magnitudine | Periodo (giorni) | Tipo                              |
| Nome                        | AR                                       | Dec                                      | Max.        | Min.        | Periodo (giorni) | Tipo                              |
| S Pyxidis                   | 09h 05m 05s                              | -25° 05′ 20″                             | 8,0         | 14,3        | 206,10           | Mireide                           |
| TY Pyxidis                  | 08h 59m 43s                              | -27° 58′ 49″                             | 6,85        | 7,50        | 3,1986           | Eclisse                           |
| UZ Pyxidis                  | 08h 46m 36s                              | -29° 43′ 41″                             | 6,99        | 7,47        | 100:             | Semiregolare (Stella al carbonio) |
| VV Pyxidis                  | 08h 27m 33s                              | -20° 50′ 38″                             | 6,57        | 7,05        | 4,5962           | Eclisse                           |

## Oggetti del cielo profondo
Nonostante la parziale presenza della Via Lattea, la costellazione non contiene oggetti galattici particolarmente appariscenti.
Fra gli ammassi aperti l'unico alla portata di piccoli strumenti è NGC 2627, che contienene alcune stelle di decima e undicesima grandezza.
| Principali oggetti non stellari |                                          |                                          |                |             |                                        |              |
| Nome                            | Coordinate equatoriali all'epoca J2000.0 | Coordinate equatoriali all'epoca J2000.0 | Tipo           | Magnitudine | Dimensioni apparenti (in primi d'arco) | Nome proprio |
| Nome                            | AR                                       | Dec                                      | Tipo           | Magnitudine | Dimensioni apparenti (in primi d'arco) | Nome proprio |
| NGC 2613                        | 08h 33m 23s                              | -22° 58′ 23″                             | Galassia       | 10,6        | 7,2 x 1,8                              |              |
| NGC 2627                        | 08h 37m 14s                              | -29° 57′ 01″                             | Ammasso aperto | 8,4         | 11                                     |              |

## Sistemi planetari
Fra le stelle con sistemi planetari confermati della costellazione vi è una nana rossa posta a soli 29 anni luce dal Sole, Gliese 317; questa stella possiede un pianeta confermato con una massa maggiore di quella di Giove, in orbita a una distanza simile a quella che intercorre fra la Terra e il Sole, oltre a un secondo pianeta non confermato posto a una distanza superiore.
| Sistemi planetari |                                          |                                          |             |                |                              |
| Nome del sistema  | Coordinate equatoriali all'epoca J2000.0 | Coordinate equatoriali all'epoca J2000.0 | Magnitudine | Tipo di stella | Numero di pianeti confermati |
| Nome del sistema  | AR                                       | Dec                                      | Magnitudine | Tipo di stella | Numero di pianeti confermati |
| HD 73267          | 08h 36m 18s                              | -34° 27′ 36″                             | 8,90        | Nana gialla    | 1 (b)                        |
| HD 73256          | 08h 36m 23s                              | -30° 02′ 15″                             | 8,08        | Nana gialla    | 1 (b)                        |
| Gliese 317        | 08h 40m 59s                              | -23° 27′ 23″                             | 12,0        | Nana rossa     | 2 (b - c)                    |